# Philippe Aubernon
Philippe Aubernon est un homme politique français, né le 7 janvier 1757 à Antibes et mort à Paris le 7 juillet 1832. 

## Biographie
Philippe Aubernon fut membre de la loge maçonnique d'Antibes avant la Révolution, administrateur municipal d'Antibes en 1791, commissaire des Guerres de l'armée des Alpes en 1792, commissaire ordonnateur en chef des armées. Il a fait la campagne de Gênes avec Masséna, puis la campagne d'Italie avec Bonaparte jusqu'au traité de Campo-Formio.
Sous l'Empire, un des 550 plus imposés du Var, il est commissaire ordonnateur en chef du 2e Corps de la Grande Armée, de l’armée de Dalmatie, du 11e Corps de la Grande Armée, de l’armée d’Illyrie et inspecteur aux revues de la première division militaire.
Décoré de l'ordre de Saint-Louis et commandeur de la Légion d’honneur, M. Aubernon a été mis à la solde de retraite par l'effet de l'ordonnance du 1er août 1815.

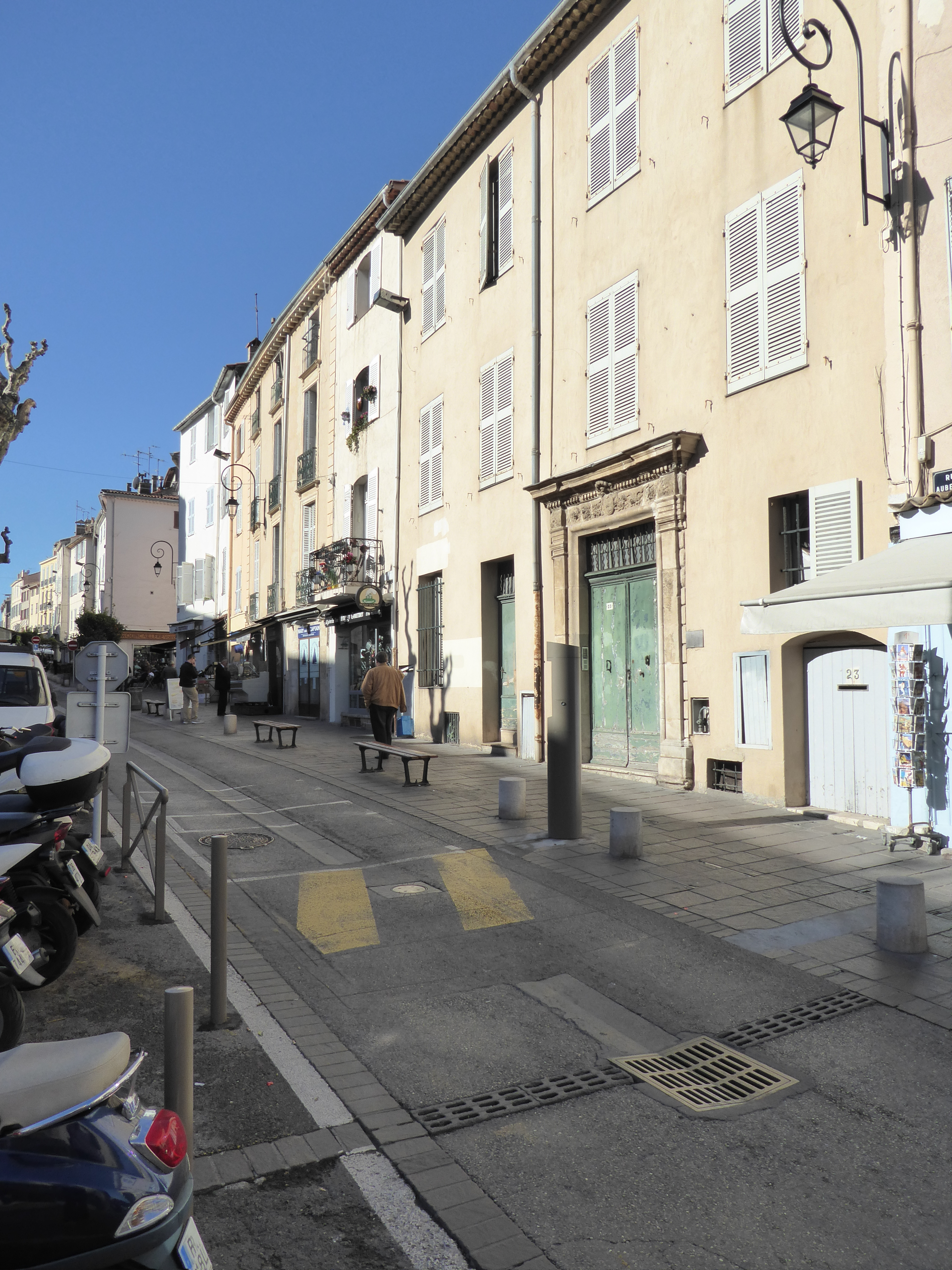
Rue Aubernon à Antibes

## Distinctions
- Chevalier de l'ordre royal et militaire de Saint-Louis
- Commandeur de la Légion d'honneur

## Généalogie
- Aubernon est le fils de Joseph Aubernon, premier consul de la ville d'Antibes.
- Aubernon se maria à :
  - Catherine de Guide en premières noces, dont 2 fils : 
    - Joseph Victor Aubernon, préfet ;
    - Victor Joseph Aubernon, agent de change;

  - Adélaïde Françoise de Barquier de Clausonne en secondes noces., dont une fille :
    - Adélaïde Florine Justine Aubernon, épouse de Charles-Marie Filhon, chef de bataillon d'État-Major.

## Source
- Biographie nouvelle des contemporains d’Arnault, etc.; Grands notables du Premier Empire (Var), Paris, 1827.